# Matrizenmechanik
Die Matrizenmechanik ist die von Werner Heisenberg, Max Born und Pascual Jordan im Jahr 1925 entwickelte erste Formulierung der Quantenmechanik. Darin werden mechanische Größen wie Ort, Impuls, Energie etc. nicht jeweils durch einzelne reelle Zahlenwerte wiedergegeben, sondern durch eine je nach dem betrachteten System geeignet zu wählende Matrix. Diese Matrix bezieht sich nicht auf einen bestimmten Zustand des Systems, sondern enthält mit ihren meist unendlich vielen und zum Teil komplexwertigen Elementen die gesamte physikalisch relevante Information zu der betrachteten Größe in allen möglichen Zuständen des Systems.
Die Matrizenmechanik weist trotzdem eine starke formale Ähnlichkeit zur klassischen Mechanik auf, denn die Heisenbergschen Bewegungsgleichungen für die zeitliche Entwicklung der Matrizen werden direkt von den klassischen Hamiltonschen Bewegungsgleichungen der entsprechenden Größe übernommen. Die Matrizenmechanik ist physikalisch und mathematisch gleichwertig zu der kurz danach von Erwin Schrödinger entwickelten Wellenmechanik. Diese geht im Unterschied zur Matrizenmechanik von einem momentanen Zustand des betrachteten Systems aus und ermöglicht die Berechnung von dessen zeitlicher Entwicklung ähnlich zu dem Verhalten einer Welle. In einfachen Fällen erlaubt die Wellenmechanik daher einen leichteren Zugang zu einer veranschaulichenden Beschreibung eines quantenmechanischen Systems. Die gemeinsame mathematische Grundlage von Matrizenmechanik und Wellenmechanik ist die im Hilbertraum formulierte Quantenmechanik, wo die Zustände durch Vektoren und die physikalischen Größen durch Operatoren beschrieben werden.

## Geschichte
Im Jahr 1925 schlug Heisenberg eine „quantentheoretische Umdeutung kinematischer und mechanischer Beziehungen“ vor, um die wachsenden Ungereimtheiten und falschen Voraussagen der damaligen, aus dem Bohrschen Atommodell hervorgegangenen halbklassischen Atomtheorie zu beseitigen. Damit schuf er als Erster eine Grundlage für eine streng gültige Quantenmechanik. Ausgangsthese war, dass grundlegende Begriffe der klassischen Mechanik wie zum Beispiel Ort und Geschwindigkeit in der Mikrophysik möglicherweise tiefgreifend verändert werden müssten. Insbesondere müsse man die darauf aufbauenden Begriffe wie Bahn oder Umlauffrequenz eines Elektrons im Atom für untauglich erklären und ganz aufgeben, denn diese seien nicht nur unbeobachtbar, sondern möglicherweise sogar unbrauchbar. Stattdessen sollte man ausschließlich von Größen ausgehen, die an den Atomen beobachtbar sind, konkret von den Frequenzen und Intensitäten der Spektrallinien, und hieraus die Grundbegriffe neu entwickeln. Das Ziel sei, „eine der klassischen Mechanik analoge quantentheoretische Mechanik auszubilden, in welcher nur Beziehungen zwischen beobachtbaren Größen vorkommen“.
Um die messbaren Größen Frequenz und Intensität mit den mechanischen Größen eines Atommodells zu verbinden, wurde gemäß der klassischen Elektrodynamik angenommen, dass jede Spektrallinie von einer Schwingung {\displaystyle x(t)=Ae^{i\omega t}} eines Elektrons mit gleicher Frequenz {\displaystyle \omega } und mit einer der Intensität entsprechenden Amplitude {\displaystyle A} herrührt. Dabei ist die Frequenz gemäß dem 2. Bohrschen Postulat ausschließlich von der Energiedifferenz zwischen dem Anfangs- und dem jeweiligen Endzustand dieses Übergangs bestimmt und hat nichts mehr mit den Umlauffrequenzen der Elektronen auf den in den früheren Atommodellen angenommenen Bahnen zu tun. Die zu sämtlichen Spektrallinien eines Atoms gehörenden Schwingungen fasste Heisenberg zu einer „Tabelle“ zusammen, in der jede Zeile für einen Anfangszustand und jede Spalte für einen Endzustand eines Übergangs steht.  Würde man für einen bestimmten Anfangszustand alle Schwingungen {\displaystyle Ae^{i\omega t}} aus der zugehörigen Tabellenzeile summieren, so ergäbe sich für die gesamte Bewegung {\displaystyle x(t)} des Elektrons in diesem Anfangszustand eine Formel nach Art der klassischen Mechanik. Aber statt so zu summieren schlägt Heisenberg nun vor, es bei der Tabelle zu belassen, also die Bewegung des Elektrons „repräsentiert [zu] denken durch eine Gesamtheit von Größen der Form {\displaystyle Ae^{i\omega t}}.“ Analog wird die Geschwindigkeit {\displaystyle {\dot {x}}(t)}  durch die Gesamtheit aller Größen  {\displaystyle i\omega Ae^{i\omega t}} repräsentiert, die die zeitlichen Ableitungen der einzelnen Schwingungsterme sind.
Um aus dieser Darstellung eine entsprechende „Repräsentation“ für beispielsweise {\displaystyle x(t)\cdot {\dot {x}}(t)} zu gewinnen, schlug Heisenberg vor, aus den zwei Tabellen für {\displaystyle x(t)} und {\displaystyle {\dot {x}}(t)} auf eine bestimmte Art eine neue Tabelle für das Produkt zu bilden. Er stellte auch fest, dass diese Produktbildung nicht kommutativ ist, so dass {\displaystyle {\dot {x}}(t)\cdot x(t)} durch eine andere Tabelle zu repräsentieren ist. (Die Differenz wird {\displaystyle [x,{\dot {x}}]} geschrieben und Kommutator genannt.) Born und Jordan erkannten, dass diese Tabellen mathematisch als Matrizen aufzufassen waren, wobei die vorgeschlagene Produktbildung die in der Mathematik schon bekannte Multiplikation zweier Matrizen ausdrückte.
Zu der Bewertung von Heisenbergs Vorschlag schrieben sie: „Heisenberg hat die physikalischen Gedanken, die ihn dabei geleitet haben, in so klarer Weise ausgesprochen, daß jede ergänzende Bemerkung überflüssig erscheint.“ Das wurde nicht allgemein so gesehen, typisch z. B. die spätere Bemerkung von Steven Weinberg (Physik-Nobelpreis 1979): „Ich habe den Aufsatz mehrmals zu lesen versucht, und obwohl ich die Quantenmechanik zu verstehen glaube, habe ich nie verstanden, wie Heisenberg die mathematischen Schritte in seinem Aufsatz begründete“.
Heisenberg war es schon in der ersten Veröffentlichung gelungen, für die eindimensionalen physikalischen Systeme anharmonischer Oszillator und starrer Rotator mit seiner Vorgehensweise die quantenphysikalisch korrekten Resultate herzuleiten. Jedoch scheiterte er noch am Standardproblem der Quantenphysik, dem H-Atom, also dem dreidimensionalen System Elektron im Coulombpotential. Die Lösung hierzu wurde Anfang 1926 von Wolfgang Pauli veröffentlicht, nachdem die Matrizenmechanik bis Ende 1925 von Max Born, Werner Heisenberg und Pascual Jordan gemeinsam ausgearbeitet worden war. Wichtige Ergebnisse waren unter anderem:
- Die Matrix für die Hamiltonfunktion {\displaystyle {\mathcal {H}}(x,p,t)} ist zeitlich konstant. Ihre Eigenwerte sind die Energien der stationären Zustände.
- Die zeitliche Ableitung einer Matrix ist durch den Kommutator mit der Hamiltonmatrix gegeben, z. B. {\displaystyle {\dot {x}}(t)={\tfrac {i}{\hbar }}[{\mathcal {H}},x]}.
- Der Kommutator von Impuls und Ort ist immer {\displaystyle [p,x]=px-xp=-i\hbar } und hat die grundlegende Bedeutung einer Quantisierungsvorschrift.

In der Matrizenmechanik wird, nachdem festgelegt ist, welches System betrachtet wird, eine physikalische Größe ausgewählt und durch eine Matrix repräsentiert, mit deren Hilfe das zeitliche Verhalten dieser Größe für alle Zustände des Systems gleichzeitig ermittelt werden kann. Dafür wird die Matrix derselben Bewegungsgleichung in Matrixform unterworfen, die in der klassischen Mechanik nach Hamilton für diese Größe des Systems gilt. Einen grundverschiedenen Ausgangspunkt wählte Erwin Schrödinger, als er Anfang 1926 die Grundlage der Wellenmechanik veröffentlichte: Schrödinger repräsentierte den momentanen Zustand des Systems durch einen orts- und zeitabhängigen „Feldskalar“ {\displaystyle \psi } und modellierte dessen zeitliches Verhalten durch eine Bewegungsgleichung in Gestalt einer partiellen Differentialgleichung, wie für das Verhalten einer Welle üblich. Auch diese Schrödingergleichung für das betrachtete System baut auf der Hamiltonschen Mechanik auf, wo eine ähnliche Wellengleichung für die klassische Wirkungsfunktion des Systems gilt. Für messbare Größen wie Energien stationärer Zustände und Intensitäten emittierter oder absorbierter Lichtwellen ergaben sich aus Schrödingers Vorgehen dieselben Ergebnisse wie nach Heisenbergs Matrizenmechanik, wenn die {\displaystyle \psi }-Funktion eine stehende Welle beschreibt und ihr Betragsquadrat {\displaystyle |\psi |^{2}} als die Verteilung der elektrischen Ladungsdichte angesehen wird. Den Grund für diese Übereinstimmung konnte Schrödinger auch schon 1926 zeigen: Beide Vorgehensweisen sind trotz ihrer großen Unterschiede mathematisch äquivalent; die Elemente der Matrizen lassen sich aus den {\displaystyle \psi }-Funktionen der stationären Zustände des Systems als Integrale berechnen, und umgekehrt.

Daher sieht man heute die Matritzenmechanik und Wellenmechanik nicht mehr, wie in den Anfangsjahren, als grundverschieden an, sondern als zwei äquivalente Darstellungsformen derselben Quantenmechanik. In moderner Sprechweise führte der matrixmechanische Zugang zu der Bewegungsgleichung im Heisenbergbild und der wellenmechanische zu der im Schrödingerbild.

## Allgemeine Matrixdarstellung der Quantenmechanik
Im Folgenden soll aus einem abstrakten Hilbertraumvektor und einem Operator auf diesem Hilbertraum deren Vektor- bzw. Matrixdarstellung abgeleitet werden.
Zuerst wählt man eine Basis für den Hilbertraum (als vollständiges Orthonormalensystem) {\displaystyle \left\{|n\rangle \right\}}, wobei der Hilbertraum das System beschreibt und die Dimension des Hilbertraums abzählbar sei.
Bei folgendem Skalarprodukt {\displaystyle \langle \phi |{\hat {A}}|\psi \rangle } schiebt man zweimal eine 1 durch Ausnutzen der Vollständigkeit der Basis {\displaystyle 1=\sum _{m}|m\rangle \langle m|} und {\displaystyle 1=\sum _{n}|n\rangle \langle n|} ein:
{\displaystyle \langle \phi |{\hat {A}}|\psi \rangle =\sum _{m,n}\underbrace {\langle \phi |m\rangle } _{\phi _{m}}\underbrace {\langle m|{\hat {A}}|n\rangle } _{A_{mn}}\underbrace {\langle n|\psi \rangle } _{\psi _{n}}}
Durch die Projektionen auf die Basisvektoren erhält man die Koordinatendarstellung mit Vektoren und Matrizen bzgl. {\displaystyle \left\{|n\rangle \right\}}:
- Bra-Zeilenvektor: {\displaystyle \phi _{m}=\langle \phi |m\rangle =\langle m|\phi \rangle ^{*}} (lässt sich auch als komplex-konjugierter, transponierter Spaltenvektor schreiben)

{\displaystyle \left(\langle \phi |\right)_{\left\{|n\rangle \right\}}=\left(\langle \phi |1\rangle ,\,\langle \phi |2\rangle ,\,\langle \phi |3\rangle ,\,\ldots \right)=\left({\begin{array}{c}\langle 1|\phi \rangle ^{*}\\\langle 2|\phi \rangle ^{*}\\\vdots \end{array}}\right)^{t}}
- Operator-Matrix: {\displaystyle A_{mn}=\langle m|{\hat {A}}|n\rangle }

{\displaystyle \left({\hat {A}}\right)_{\left\{|n\rangle \right\}}=\left({\begin{array}{ccc}\langle 1|{\hat {A}}|1\rangle &\langle 1|{\hat {A}}|2\rangle &\cdots \\\langle 2|{\hat {A}}|1\rangle &\langle 2|{\hat {A}}|2\rangle \\\vdots &&\ddots \end{array}}\right)}
- Ket-Spaltenvektor: {\displaystyle \psi _{n}=\langle n|\psi \rangle }

{\displaystyle \left(|\psi \rangle \right)_{\left\{|n\rangle \right\}}=\left({\begin{array}{c}\langle 1|\psi \rangle \\\langle 2|\psi \rangle \\\vdots \end{array}}\right)}
Einer Adjunktion entspricht in der Matrixdarstellung eine komplexe Konjugation und eine zusätzliche Transposition: {\displaystyle A_{mn}^{\dagger }=A_{nm}^{*}}
{\displaystyle \left({\hat {A}}^{\dagger }\right)_{\left\{|n\rangle \right\}}=\left({\hat {A}}^{*t}\right)_{\left\{|n\rangle \right\}}}
Sind die Basisvektoren {\displaystyle |n\rangle } Eigenvektoren eines Operators {\displaystyle {\hat {O}}}, also {\displaystyle {\hat {O}}|n\rangle =o_{n}|n\rangle }, so ist die Matrixdarstellung des Operators bzgl. dieser Basis diagonal:
{\displaystyle O_{mn}=\langle m|{\hat {O}}|n\rangle =o_{n}\langle m|n\rangle =o_{n}\delta _{mn}}

## Matrixdarstellung des Heisenbergbildes

### Heisenbergsche Bewegungsgleichung
Im Heisenberg-Bild sind die Zustände zeitunabhängig und die Operatoren zeitabhängig. Die Zeitabhängigkeit eines Operators ist gegeben durch die Heisenbergsche Bewegungsgleichung:
{\displaystyle {\frac {\mathrm {d} }{\mathrm {d} t}}{\hat {A}}^{\rm {H}}={\frac {\mathrm {i} }{\hbar }}\left[{\hat {H}},{\hat {A}}^{H}\right]+{\hat {U}}(t)\left({\frac {\partial }{\partial t}}{\hat {A}}^{S}\right){\hat {U}}^{\dagger }(t)}
Hierbei ist {\displaystyle {\hat {U}}(t)=\exp \left({\frac {\mathrm {i} }{\hbar }}{\hat {H}}t\right)} der Operator für die unitäre Transformation vom Schrödingerbild ins Heisenbergbild und {\displaystyle [\cdot ,\cdot ]} der Kommutator.
In der Matrixdarstellung bzgl. einer beliebigen Basis heißt das, dass die Vektoren zeitunabhängig und die Matrizen zeitabhängig sind. Ab sofort wird die Summenkonvention verwendet.
{\displaystyle {\frac {\mathrm {d} }{\mathrm {d} t}}A_{\rm {nm}}^{H}={\frac {\mathrm {i} }{\hbar }}\left(H_{nk}^{H}A_{km}^{H}-A_{nk}^{H}H_{km}^{H}\right)+U_{nk}\left({\frac {\partial }{\partial t}}A_{\rm {kl}}^{S}\right)U_{lm}^{\dagger }}
Bezüglich der Energieeigenbasis vereinfacht sich die Darstellung, weil der Hamiltonoperator diagonal ist (der Hamiltonoperator sei explizit zeitunabhängig {\displaystyle {\tfrac {\partial }{\partial t}}H=0}):
{\displaystyle {\frac {\mathrm {d} }{\mathrm {d} t}}A_{\rm {nm}}^{H}={\frac {\mathrm {i} }{\hbar }}\left(E_{n}\delta _{nk}A_{km}^{H}-A_{nk}^{H}\delta _{km}E_{m}\right)+U_{nk}\left({\frac {\partial }{\partial t}}A_{\rm {kl}}^{S}\right)U_{lm}^{\dagger }={\frac {\mathrm {i} }{\hbar }}\left(E_{n}-E_{m}\right)A_{nm}^{H}+U_{nk}\left({\frac {\partial }{\partial t}}A_{\rm {kl}}^{S}\right)U_{lm}^{\dagger }}

### Lösung der Gleichung für Spezialfälle
Wenn {\displaystyle {\hat {A}}} nicht explizit zeitabhängig ist ({\displaystyle {\tfrac {\partial }{\partial t}}A^{H}=0}), ist die zeitliche Entwicklung gegeben durch
{\displaystyle {\hat {A}}^{H}(t)={\hat {U}}(t)^{\dagger }{\hat {A}}^{H}(0){\hat {U}}(t).}
Dabei ist {\displaystyle {\hat {U}}(t)} der Zeitentwicklungsoperator und {\displaystyle {\hat {U}}(t)^{\dagger }} der adjungierte Zeitentwicklungsoperator.
Ist zusätzlich der Hamiltonoperator nicht explizit zeitabhängig ({\displaystyle {\tfrac {\partial }{\partial t}}H=0}), so nimmt der Zeitentwicklungsoperator die einfache Form {\displaystyle U(t)=\exp \left(-{\tfrac {\mathrm {i} }{\hbar }}H\,t\right)} an:
{\displaystyle {\hat {A}}^{H}(t)=\exp \left({\tfrac {\mathrm {i} }{\hbar }}H\,t\right){\hat {A}}^{H}(0)\,\exp \left(-{\tfrac {\mathrm {i} }{\hbar }}H\,t\right)}
In Matrixdarstellung bzgl. beliebiger Basis (die Exponentialfunktion von Matrizen ist ebenso wie die Exponentialfunktion von Operatoren mittels Reihendarstellung auszuwerten):
{\displaystyle A_{\rm {nm}}^{H}(t)=\exp \left({\tfrac {\mathrm {i} }{\hbar }}H\,t\right)_{nk}\,A_{kl}^{H}(0)\,\exp \left(-{\tfrac {\mathrm {i} }{\hbar }}H\,t\right)_{lm}}
bzgl. Energieeigenbasis wird die Zeitentwicklung wieder einfacher:
{\displaystyle A_{\rm {nm}}^{H}(t)=\exp \left({\tfrac {\mathrm {i} }{\hbar }}E_{n}\,t\right)\delta _{nk}\,A_{kl}^{H}(0)\,\delta _{lm}\exp \left(-{\tfrac {\mathrm {i} }{\hbar }}E_{m}\,t\right)=\exp \left({\tfrac {\mathrm {i} }{\hbar }}\left(E_{n}-E_{m}\right)t\right)A_{nm}^{H}(0)}
Durch Einsetzen überprüft man, dass diese Gleichung die Heisenbergsche Bewegungsgleichung {\displaystyle {\tfrac {\mathrm {d} }{\mathrm {d} t}}A_{\rm {nm}}^{H}={\tfrac {\mathrm {i} }{\hbar }}\left(E_{n}-E_{m}\right)A_{nm}^{H}} löst.